# Sally Rooney
Sally Rooney (Castlebar, 20 febbraio 1991) è una scrittrice, poetessa e saggista irlandese.
Pur avendo al proprio attivo poche opere letterarie, viene acclamata dal pubblico e dalla critica come una delle migliori scrittrici della sua generazione, già a partire dalla pubblicazione del suo secondo romanzo.

## Biografia
Rooney è nata nel 1991 a Castlebar, dall'insegnante di matematica e scienze Marie Farrell e dal tecnico per le telecomunicazioni Kieran Rooney. Ha trascorso la sua infanzia nella cittadina natia, dove vive e lavora ancora oggi, dopo aver studiato a Dublino, dove si è laureata in Letteratura Inglese presso il Trinity College. Presso la stessa Università, è stata inserita nella lista dei ricercatori più illustri, venendo nominata "scholar". Nella stessa istituzione accademica ha iniziato un master in Politica, che però non ha terminato. Ha invece completato un master in Letteratura Americana, laureandosi nel 2013.
È stata lanciata dall'editore come la "Salinger della generazione Snapchat", ha esordito nella narrativa nel 2017 con il romanzo Parlarne tra amici  sui complicati rapporti tra 4 persone: le studentesse Frances e Bobbi e la coppia di sposi Melissa e Nick.
L'anno seguente ha dato alle stampe Persone normali, pubblicato da Faber and Faber. Il romanzo  segue il complicato rapporto tra Connell e Marianne dalla scuola superiore agli anni universitari e ha ottenuto il premio per il miglior romanzo ai Costa Book Awards e la trasposizione in serie televisiva nel 2020.

## Opere

### Romanzi
- Parlarne tra amici (Conversations with Friends, 2017), Torino, Einaudi, 2018, traduzione di Maurizia Balmelli ISBN 978-88-06-23236-8.
- Persone normali (Normal people, 2018), Torino, Einaudi, 2019, traduzione di Maurizia Balmelli ISBN 978-88-06-24131-5.
- Dove sei, mondo bello (Beautiful World, Where Are You, 2021), Torino, Einaudi, 2022, traduzione di Maurizia Balmelli ISBN 978-0374602604.
- Intermezzo (2024), Torino, Einaudi, 2024, traduzione di Norman Gobetti ISBN 9788858446836

### Racconti
- (EN) After Eleanor Left, vol. 1, Ballinafad, Winter Pages, Winter 2015, ISBN 9780993302909.[11][12][13][14][15]
- (EN) Concord 34, vol. 63, Dublin, The Dublin Review, Summer 2016, ISBN 9780992991579.[16]
- At the Clinic, vol. 18, London, The White Review, settembre 2016, ISBN 9780992756291.[17][18]
- Robbie Brady's astonishing late goal takes its place in our personal histories, su newstatesman.com, New Statesman, 10 agosto 2017.[19]
- Mr Salary, London, Faber & Faber, 3 gennaio 2019,  p. 48, ISBN 9780571351954, OCLC 1104816821.[20], pubblicata originariamente nell'antologia collettiva Granta 135: New Irish Writing Fiction nel 2016[21][22]
- Color and Light, su The New Yorker, 18 marzo 2019.[23]
- Unread Messages, su The New Yorker, 12 luglio 2021.[24]

### Poesia
- The Most Amazing Live Instrumental Performance You Have Ever Heard, vol. 2, n. 30, The Stinging Fly, Spring 2015.[25]
- Seven AM in April, vol. 2, n. 30, The Stinging Fly, Spring 2015.[26]
- An Account of Vital Clues Which Appear To You In A Dream, vol. 2, n. 30, The Stinging Fly, Spring 2015.[27]
- It Is Monday, vol. 2, n. 30, The Stinging Fly, Spring 2015.[28]
- Have I Been Severe?, vol. 2, n. 30, The Stinging Fly, Spring 2015.[29]
- Leaving You, vol. 2, n. 30, The Stinging Fly, Spring 2015, ISBN 9781906539443.[30]
- After a Road Traffic Accident, Chennai 2 (30). The Stinging Fly. Spring 2015.
- The Stillest Horse 2 (30). The Stinging Fly. Spring 2015.
- Tírghrá 2 (30). The Stinging Fly. Spring 2015.
- Impossibilities 2 (30). The Stinging Fly. Spring 2015.

### Saggistica
- (EN) Even if you beat me, vol. 58, The Dublin Review, Primavera 2015, ISBN 9780992991524.[31]
- An Irish Problem, su London Review of Books, 24 maggio 2018.[32]
- An App to Cure My Fainting Spells, in The New Yorker, 20 novembre 2017.

## Trasposizioni

### Televisione
- Normal People, regia di Lenny Abrahamson e Hettie Macdonald – miniserie TV, 12 puntate (2020)
- Conversations with Friends, regia di Lenny Abrahamson e Leanne Welham – miniserie TV, 12 puntate (2022)

## Premi e riconoscimenti
- Irish Book Awards: vincitrice nella categoria "Romanzo dell'anno" con Persone normali (2018[33]) e con Dove sei, mondo bello (2021[34])
- Costa Book Awards: 2018 vincitrice nella categoria "Miglior Romanzo" con Persone normali
- Booker Prize: 2018 longlist con Persone normali
- Encore Award: 2019 vincitrice con Persone normali[35]